# باتا (المجر)

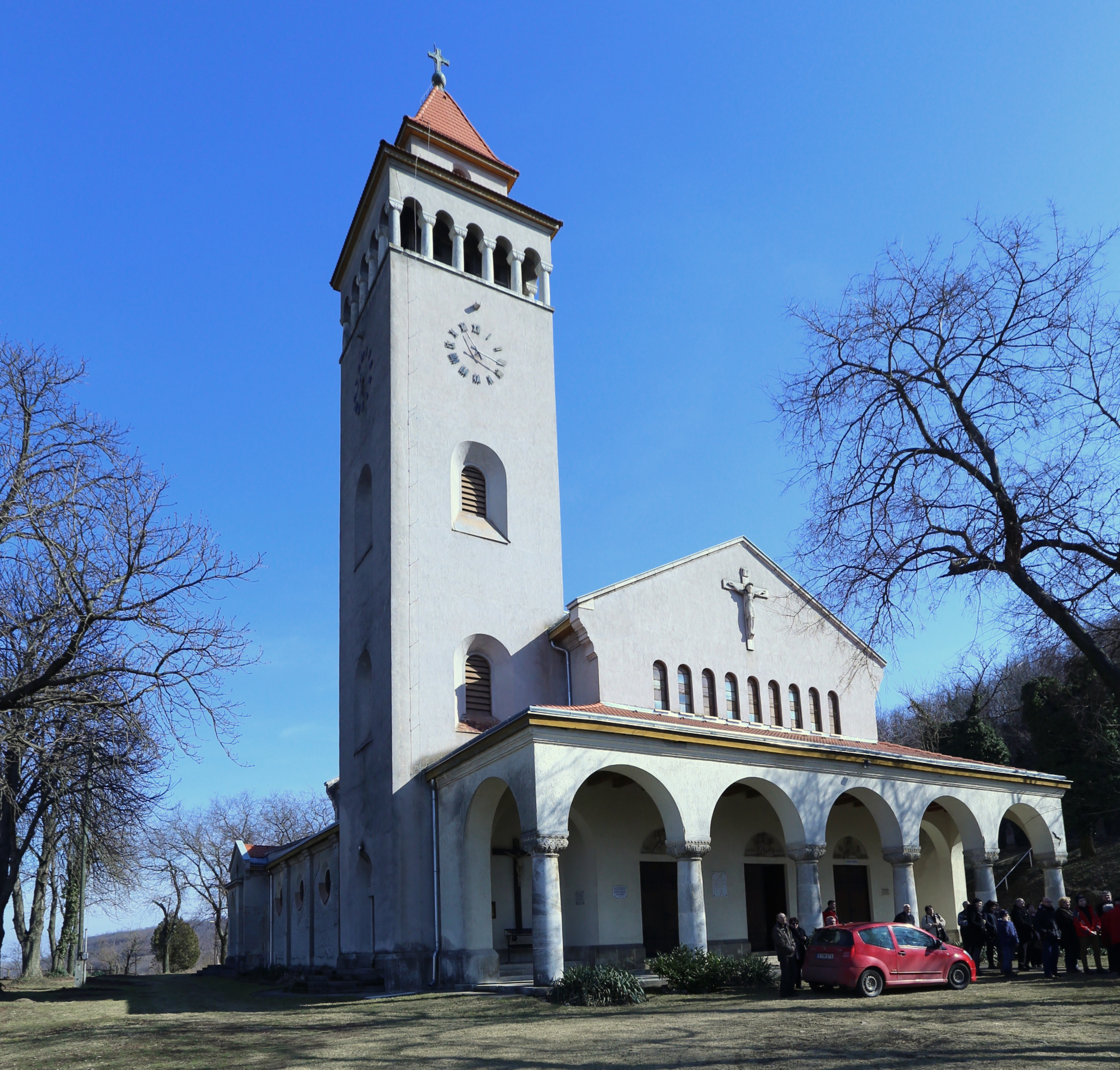
كنيسة الدم المقدس ، باتا.

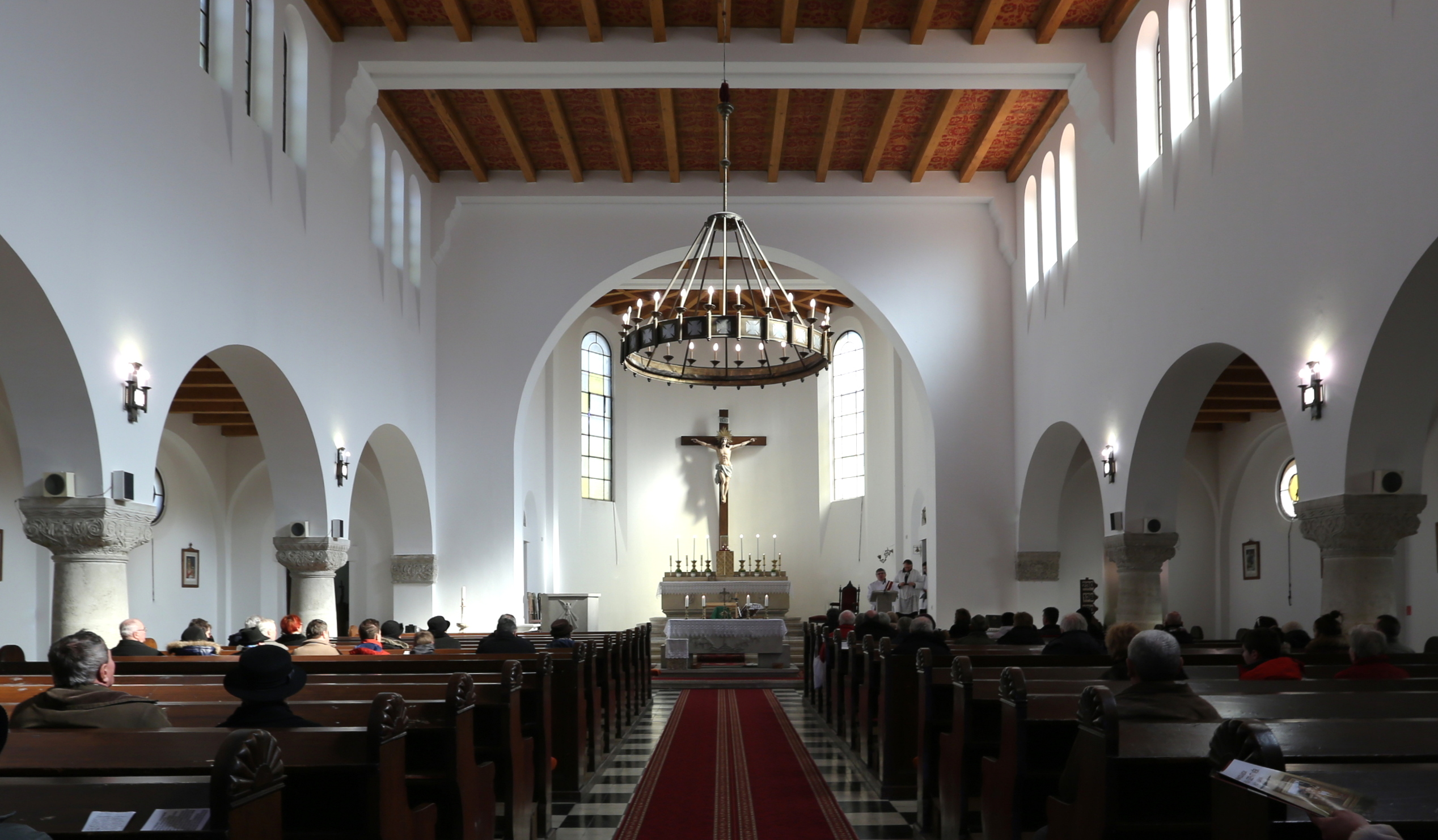
كنيسة الدم المقدس، باتا.

باتا (بالمجرية: Báta)‏، بلدية في مقاطعة تولنا، في مقاطعة سيكسزارد (Szekszárdi)، بالمجر.

## موقع
القرية عبارة عن مستوطنة من الأكواخ طرفية (مسدودة)، تمتد على مسافة 5 كيلومترات تقريبًا عند سفح تلال سيكسارد (Szekszárdi-dombság) التي تنحدر إلى نهر الدانوب، بقرب نقطة التقاء ثلاث مقاطعات مجرية هي: تولنا وبارانيا وباتش-كيشكون .

### الوصول إليها
مر الطريق الرئيسي رقم 56 على الحدود الغربية للقرية، باتجاه شمال-جنوب، قادمًا من منطقة سيكسارد (Szekszárd) عبر موهاكس (Mohács) إلى الحدود الجنوبية للبلاد، ويُعد هذا الطريق هو الأهم للوصول إلى القرية برًّا.
لكن الطريق الوحيد الذي يصل إلى مركز القرية مباشرة هو الطريق الثانوي رقم 51168.
يمكن أيضًا الوصول إليها من جهة بوربوي (Pörböly) باستخدام الدراجة الهوائية عبر سد الحماية على نهر الدانوب.
يمر كذلك جزء قصير من الطريق الرئيسي رقم 55 في المناطق الخارجية الشمالية للقرية.
يمر الطريق السريع 56، الذي يمتد من منطقة سيكسارد (Szekszárd) عبر موهاكس (Mohács) إلى الحدود الجنوبية، على طول الحدود الغربية للمستوطنة في اتجاه الشمال والجنوب تقريبًا. هذا هو الطريق الأكثر أهمية للوصول إلى القرية؛ ومع ذلك، فقط 51 يتم الوصول إليه عن طريق الطريق الثانوي رقم 168. يمكن أيضًا الوصول إليها بالدراجة من جانب بوربولي على سد نهر الدانوب. ويمر أيضًا جزء قصير من الطريق السريع 55 عبر ضواحيها الشمالية.

## تاريخها
شارك سكان باتا (Báta) في تمرد الفلاحين التي قادها جيورجي دوزا (Dózsa György)، إلى جانب مواطني مدن السهل المجري الكبير.
وبعد قمع التمرد، ونظرًا للدمار الكبير الذي ألحقه جيش الفلاحين، فُرض على باتا ثاني أعلى مبلغ من التعويضات بعد مدينة بايا (Baja)، حيث بلغت قيمة التعويضات:
- على بايا: 572 فورنت و40 دينارًا.
- وعلى باتا: 519 فورنت و93 دينارًا.

## الحياة العامة

### رؤساء البلديات
- 1990–1994: جوزيف فو ( SZDSZ ) [2]
- 1994–1998: جوزيف فو ( SZDSZ - KDNP ) [3]
- 1998–2002: جوزيف فو ( FKgP - KDNP ) [4]
- 2002-2006: جيورجي زيبرت (مستقل) [5]
- 2006-2010: جيورجي زيبرت (مستقل) [6]
- 2010-2014: السيدة هوسارني لوكاش روزاليا آنا ( فيدس - الحزب الديمقراطي الكردستاني ) [7]
- 2014-2019: السيدة هوسارني لوكاش روزاليا آنا ( فيدس ) [8]
- 2019-2024: السيدة هوزارني لوكاش روزاليا آنا ( فيدس - الحزب الديمقراطي الكردستاني ) [9]
- 2024–: إستفان سيبيستيان (مستقل) [10]

## السكان
خلال تعداد عام 2011، حدد 87.1% من السكان أنفسهم على أنهم مجريون، و7.9% غجر، و1.8% ألمان، و0.2% رومانيون (12.6% لم يعلنوا ذلك؛ وبسبب الهويات المزدوجة، قد يكون الإجمالي أكبر من 100%). وكان التوزيع الديني على النحو التالي: الروم الكاثوليك 61.7٪، الإصلاحيون 5.9٪، اللوثرية 0.3٪، غير طائفية 13.8٪ (18٪ لم يعلنوا).
في عام 2022، حدد 88.7% من السكان أنفسهم على أنهم مجريون، و8.2% غجر، و1.4% ألمان، و0.3% صربيون، و0.1% رومانيون، و0.1% بولنديون، و1.1% من جنسية أخرى غير محلية (11.3% لم يعلنوا ذلك؛ وبسبب الهويات المزدوجة، قد يكون الإجمالي أكبر من 100%). وفقًا لديانتهم، كان 50.7% من الروم الكاثوليك، و3.7% من الكالفينيين، و0.1% من اللوثريين، و0.1% من الكاثوليك اليونانيين، و0.6% من المسيحيين الآخرين، و1% من الكاثوليك الآخرين، و13.1% من غير طائفيين (30.6% لم يجيبوا).

## المعالم
- بيت الفخار.
- تم أرشفته مايو 19, 2014 بواسطة آلة واي باك جانوس تشينز بتاريخ 19 مايو في متحف Wayback Machine التذكاري.
- بيت اللقلق الأسود.
- بيت الصياد.
- تم أرشفته أبريل 26, 2014 بواسطة آلة واي باك كنيسة القديس ميخائيل بتاريخ 26 أبريل على موقع Wayback Machine.
- كنيسة الدم المقدس.
- محطة الضخ.
- منزل تم أرشفته مايو 10, 2014 بواسطة آلة واي باك مؤرخة في 10 مايو على موقع Wayback Machine.
- تم أرشفته ديسمبر 7, 2013 بواسطة آلة واي باك الجلجثة مؤرخة في 7 ديسمبر على موقع Wayback Machine.
- الكنيسة الإصلاحية.
- بيت ضيافة إسبانكيرت.

## لقطات جوية

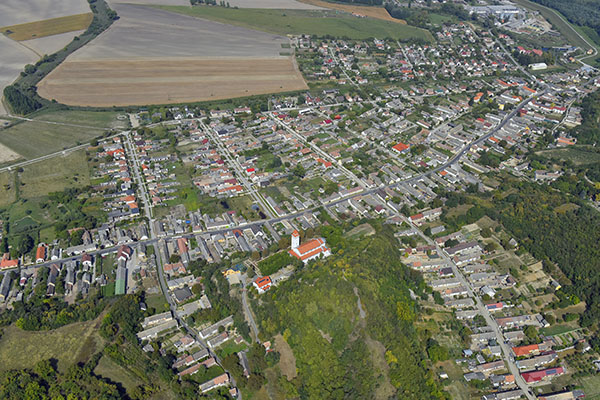
منظر جوي لباتا.
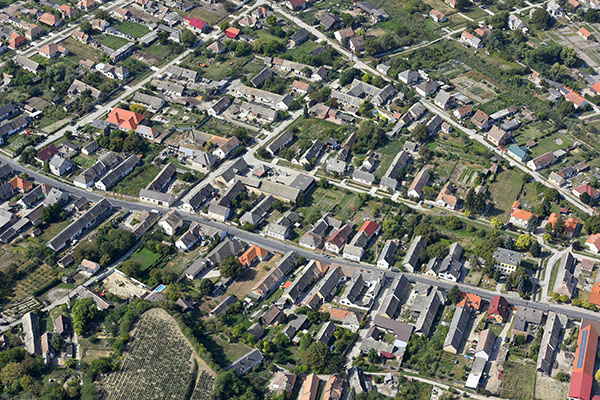
منظر من أعلى لباتا.
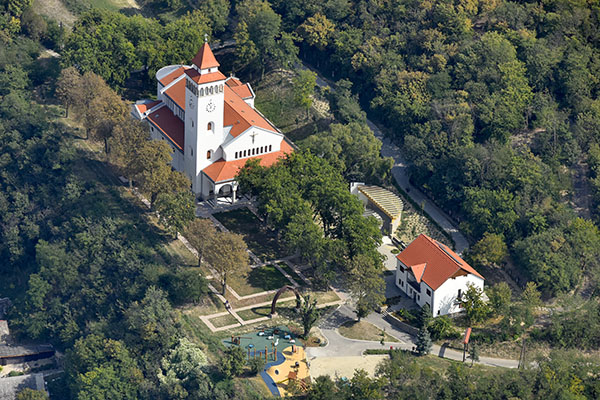
باتا، الكنيسة في الصورة الجوية.
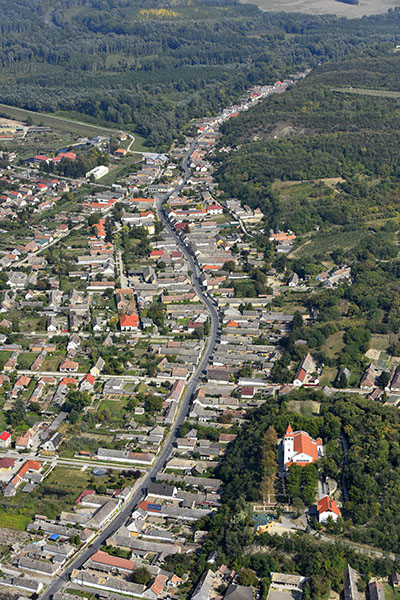
باتا من الأعلى.

## الفعاليات
- يوم الثقافة المجرية
- مهرجان باتا للحصاد
- مهرجان الدنيس
- يوم القرية
- لمهرجان هيميسوخاس ( صور )
- ليلة المتاحف
- وداع الدم المقدس
- (... كؤوس كرة القدم، اجتماعات الشباب، عيد العمال، عيد كسوكا ، يوم روما ، اجتماع تامبورا، زفاف ساركوز، إلخ.)

## الثقافة
- أوركسترا باتاي تامبورا
- فرقة رقص الأطفال "وايلد فلاور جيبسي"
- هناك فرقة رقص لها تاريخ يمتد لحوالي 80 عامًا. فرقة باتاي بوكريتا، فرقة باتاي الشعبية، جمعية الحفاظ على التقاليد "ساركوز"، المعروفة الآن باسم فرقة باتاي "ساركوز" للرقص الشعبي .
- أبرشية الروم الكاثوليك
- رعية الإصلاح (رعية باتا الإصلاحية)
- المتاحف – المعارض (المباني والمواقع المدرجة تحت عنوان المعالم)
- منظمات المجتمع المدني
- الرياضة - قسم كرة القدم في سوق باتا
- فرقة بدرة للرقص الشرقي
- أمازونات باتا

## مشاهير
- عاش الرسام يانوس تشينكز وعمل هنا.
- وُلِد هنا تاماس كاتونا، المهندس الفيزيائي في مجال أبحاث تشخيص المفاعلات النووية المجرية.
- وُلد هنا ميهالي سوميجي (1942–2023)، باحث كيميائي وعالم في تكنولوجيا النانو.

## مزيد من المعلومات
- موقع باتا.
- أنطال مولنار: دير باتا وشعبه في العصور الوسطى التركية ؛ ميتيم، الأسقف ، 2006 (كتب ميتيم).